# La cuisinière bourgeoise
La cuisinière bourgeoise è un libro di cucina di Menon del 1746. L'opera, che, stando al suo autore, può essere letta alla stregua di un libro di cucina borghese che come un libro di ricette rivolto alle donne borghesi, ebbe grande successo in Francia venendo riedito 32 volte tra il 1746 e il 1789 e continuò a essere ristampato fino al 1865.
L'opera venne tradotta in italiano, seppure con alcuni rimaneggiamenti, con il titolo Il cuoco piemontese perfezionato a Parigi, attribuita a un anonimo autore piemontese, pubblicata per la prima volta a Torino nel 1766 e riedita numerose volte negli anni successivi.